# Oleksandr Romanchuk
Oleksandr Volodymyrovytch Romanchuk (en ukrainien : Олександр Володимирович Романчук) est un footballeur ukrainien, né le 21 octobre 1984 à Kiev. Il évolue au poste d'arrière gauche.

## Palmarès
- Dynamo Kiev
  - Vainqueur du Championnat d'Ukraine en 2009.